# Tetramerium ochoterenae
Tetramerium ochoterenae är en akantusväxtart som först beskrevs av Faustino Miranda, och fick sitt nu gällande namn av T.F. Daniel. Tetramerium ochoterenae ingår i släktet Tetramerium och familjen akantusväxter. Inga underarter finns listade i Catalogue of Life.